# یوآنا مورو
یوآنا مورو (لهستانی: Joanna Moro؛ زادهٔ ۱۳ دسامبر ۱۹۸۴) خواننده، مجری تلویزیون و بازیگر لیتوانی‌تبار اهل لهستان است. او به زبان‌های لهستانی، لیتوانیایی، روسی، ایتالیایی و انگلیسی صحبت می‌کند.
از فیلم‌ها یا مجموعه‌های تلویزیونی که وی در آن‌ها نقش داشته‌است، می‌توان به خانه کشیش، پدر متیو، در خوشی و سختی، رنگ‌های خوشبختی، در خیابان سپولنی، مادران، طایفه، عشق اول، ع چون عشق و ماگدا ام. اشاره نمود.